# Haplopseustis pyrrhias
Haplopseustis pyrrhias är en fjärilsart som beskrevs av Turner 1902. Haplopseustis pyrrhias ingår i släktet Haplopseustis och familjen nattflyn. Inga underarter finns listade i Catalogue of Life.